# Einsteinio
L'einstenio (o einsteinio) è l'elemento chimico di numero atomico 99 e il suo simbolo è Es.
È un metallo altamente radioattivo ed è il settimo degli elementi transuranici; appartiene alla serie degli attinidi. Viene prodotto per bombardamento con neutroni del plutonio e fu individuato nei resti del primo test della bomba all'idrogeno.
Prende il nome da Albert Einstein e non ha utilizzi noti. Studi condotti su 253Es hanno mostrato che il comportamento chimico dell'einsteinio è quello di un elemento trivalente.

## Storia
L'einsteinio fu scoperto nel dicembre 1952 da Albert Ghiorso presso l'Università di Berkeley, in California e indipendentemente da una squadra guidata da G.R. Choppin presso il Los Alamos National Laboratory. Entrambi i gruppi di ricerca stavano studiando i resti del primo test di una bomba all'idrogeno, condotto nel novembre del 1952.
Ne prepararono l'isotopo 253Es per addizione a 238U di 15 neutroni, seguita da sette decadimenti beta. Questa procedura rimase segreta fino al 1955 per via delle tensioni internazionali dovute alla guerra fredda.
Nel 1961 fu preparata per la prima volta una quantità macroscopica di 253Es; era una campione che pesava circa 0,01 mg, la cui massa fu misurata su una bilancia speciale. Il campione fu usato per produrre il mendelevio. Altro einsteinio è stato successivamente prodotto presso l'High Flux Isotope Reactor dell'Oak Ridge National Laboratory, nel Tennessee, tramite bombardamento con neutroni del 239Pu. Partendo da 1 kg di isotopo di plutonio, dopo 4 anni di programma di irraggiamento, si sono ottenuti 3 mg di einsteinio.

## Isotopi
Sono noti 20 isotopi radioattivi dell'einsteinio, le cui masse sono comprese tra 241,0686620 e 257,0959790 u. I più stabili sono 252Es (con un'emivita di 471,7 giorni), 254Es (275,7 giorni), 255Es (39,8 giorni) e 253Es (20,47 giorni). Tutti gli altri isotopi hanno emivite inferiori alle 40 ore e la maggior parte di essi inferiore 30 minuti. Questo elemento presenta anche 3 metastati, di cui il più stabile è 254mEs (con un'emivita di 39,3 ore).